# Titanomyrma
Titanomyrma (Велетенська мураха) — рід викопних комах з родини Мурахи. Описано 3 види. Мешкали в період еоцену (49,5 млн років тому). Вважаються найбільшими мурахами, що коли-небудь існували.

## Опис
Загальна довжина представників цього роду коливалася від 3 до 6 см. Спостерігався статевий диморфізм: самці були меншими за самиць, розмах крил «цариць» (самиць) становив 15 см. Особливістю цього роду є форма гастера (крайня частина метасоми — задня половини тіла мурахи), що коливається від яйцеподібного до більш тонкого або циліндричного. також гастера у порівнянні з іншими родами мурах стрункіша. Ширина черевного сегмента A5 і відносна довжина A3–A7 відносно інших сегментів гастера мінливі.

## Спосіб життя
Воліли до тропічного та субтропічного клімату, під час сезонних теплових коливань були здатні здійснювати міграції. Були хижаками, що полювали на різних комах, також вживали рослинну їжу. Як захист розприскували мурашину кислоту.

## Розповсюдження
Рештки знайдено у Західній Європі (Німеччина і південна Велика Британія) та США (штат Вайомінг). Вважається, що крилаті самиці зуміли потрапити з Європи до північної Америки, оскільки в океані на той час було більше квітучих островів.

## Види
- Titanomyrma gigantea
- Titanomyrma lubei
- Titanomyrma simillima